# Formation de Tendaguru
La formation de Tendaguru est une formation géologique fossilifère de Tanzanie. Elle est considérée comme la plus riche en fossiles du Jurassique supérieur d'Afrique. Sa faune fossile est similaire à celle de la formation de Morrison de l'ouest des États-Unis.

## Fouilles

### Premières découvertes
Le site de Tendaguru a été découvert en 1906, lorsque l'analyste chimique et ingénieur des mines allemand Bernhard Wilhelm Sattler remarqua d'énormes os près de la base d'une colline. La colline était connue localement sous le nom de « colline »: Tendaguru dans la langue des habitants locaux Wamwera. Sattler envoya un rapport de ses découvertes au paléontologue Eberhard Fraas qui se rendit sur le site en 1907, et, avec l'aide de Sattler, mis au jour deux squelettes partiels de grande taille. Le matériel fut transporté à l'institut Fraas, à Stuttgart, en Allemagne. Fraas décrivit deux espèces du genre mal connu Gigantosaurus, G. robustus et G. africanus (aujourd'hui Janenschia et Barosaurus).

### Expéditions
Une équipe du musée d'histoire naturelle de Berlin fouilla la colline de Tendaguru et les environs pendant quatre ans. De 1909 à 1911, Werner Janensch le chef d'expédition et Edwin Hennig son assistant dirigèrent les fouilles, tandis que Hans Reck et son épouse Ina Reck menèrent la campagne de 1912. Plus de 900 personnes travaillèrent à Tendaguru et 250 tonnes de fossiles furent dégagés.

## Liste des découvertes

### Mammifères
| Mammifères retrouvés à Tendaguru | Mammifères retrouvés à Tendaguru | Mammifères retrouvés à Tendaguru | Mammifères retrouvés à Tendaguru | Mammifères retrouvés à Tendaguru              | Mammifères retrouvés à Tendaguru | Mammifères retrouvés à Tendaguru |  |
| Genre                            | Espèce                           | Lieu                             | Âge                              | Materiel                                      | Notes                            | Images                           |  |
| -------------------------------- | -------------------------------- | -------------------------------- | -------------------------------- | --------------------------------------------- | -------------------------------- | -------------------------------- |  |
| Allostaffia                      | A. aenigmatica                   | - Tanzania.                      |                                  | Trois molaires isolées.                       |                                  |                                  |  |
| Brancatherulum                   | B. tendagurense                  | - Tanzanie.                      |                                  | Dentaire sans dents.                          |                                  |                                  |  |
| Tendagurodon                     | T. janenschi                     | - Tanzanie.                      |                                  | Dent isolée.                                  |                                  |                                  |  |
| Tendagurutherium                 | T. dietrichi                     | - Tanzanie.                      |                                  | Dentaire partiel avec une molaire endommagée. |                                  |                                  |  |

### Ornithischiens
| Ornithischiens signalés à Tendaguru | Ornithischiens signalés à Tendaguru | Ornithischiens signalés à Tendaguru | Ornithischiens signalés à Tendaguru | Ornithischiens signalés à Tendaguru | Ornithischiens signalés à Tendaguru | Ornithischiens signalés à Tendaguru |
| Genre                               | Espèce                              | Lieu                                | Âge                                 | Materiel | Notes                               | Images                              |
| ----------------------------------- | ----------------------------------- | ----------------------------------- | ----------------------------------- | --- | ----------------------------------- | ----------------------------------- |
| Dryosaurus                          | D. lettowvorbecki                   | - Mkoawa Mtwara, Tanzanie.          | - Jurassique supérieur              | Un grand nombre d'éléments craniens et post-craniens. |                                     |                                     |
| Kentrosaurus                        | K. aethiopicus                      | - Mkoawa Mtwara, Tanzanie.          | - Jurassique supérieur              | Deux squelettes incomplets, quatre boites craniennes, sept sacra, plus de soixante-dix fémurs, environ vingt-cinq éléments isolés, juveniles et adultes. |                                     |                                     |

### Sauropodes
| Sauropodes signalés à Tendaguru | Sauropodes signalés à Tendaguru | Sauropodes signalés à Tendaguru | Sauropodes signalés à Tendaguru | Sauropodes signalés à Tendaguru                                                   | Sauropodes signalés à Tendaguru | Sauropodes signalés à Tendaguru |
| Genre                           | Espèce                          | Lieu                            | Âge                             | Materiel                                                                          | Notes | Images                          |
| ------------------------------- | ------------------------------- | ------------------------------- | ------------------------------- | --------------------------------------------------------------------------------- | --- | ------------------------------- |
| Australodocus                   | A. bohetii                      | - Tanzanie.                     | - Jurassique supérieur          | Deux vertèbres du cou.                                                            | |                                 |
| Barosaurus                      | B. gracilis                     | - Mkoawa Mtwara, Tanzanie.      | - Jurassique supérieur          |                                                                                   | |                                 |
| Dicraeosaurus                   | D. hansemanni                   | - Mkoawa Mtwara, Tanzanie.      | - Jurassique supérieur          | Deux squelettes partiels et des éléments isolés.                                  | |                                 |
| Dicraeosaurus                   | D. sattleri                     | - Mkoawa Mtwara, Tanzanie.      |                                 | Deux squelettes partiels sans crânes.                                             | |                                 |
| Giraffatitan                    | G. brancai                      | - Mkoawa Mtwara, Tanzanie.      | - Jurassique supérieur          | Cinq squelettes partiels, trois crânes et des éléments des jambes isolés.         | Giraffatitan est le nouveau genre dans lequel sont désormais classés tous les éléments trouvés à Tendaguru ayant appartenu au genre Brachiosaurus. |                                 |
| Janenschia                      | J. robusta>                     | - Mkoawa Mtwara, Tanzanie.      | - Jurassique supérieur          | Des éléments des pattes et des vertèbres isolées.                                 | |                                 |
| Tendaguria                      | T. tanzaniensis                 | - Mkoawa Mtwara, Tanzanie.      | - Jurassique supérieur          | Deux crânes associés à des vertèbres cervicales.                                  | |                                 |
| Tornieria                       | T. africanus                    | - Mkoawa Mtwara, Tanzanie       | - Jurassique supérieur          | Plus de trois squelettes partiels, des éléments isolés crâniens et post-crâniens. | |                                 |
|                                 |                                 |                                 |                                 |                                                                                   | |                                 |

### Théropodes
| Théropodes signalés à Tendaguru | Théropodes signalés à Tendaguru | Théropodes signalés à Tendaguru | Théropodes signalés à Tendaguru | Théropodes signalés à Tendaguru | Théropodes signalés à Tendaguru | Théropodes signalés à Tendaguru |
| Genre                           | Espèce                          | Lieu                            | Âge                             | Materiel | Notes                           | Images                          |
| ------------------------------- | ------------------------------- | ------------------------------- | ------------------------------- | --- | ------------------------------- | ------------------------------- |
| ?Allosaurus                     | ?A. tendagurensis               | - Mkoawa Mtwara, Tanzanie.      | - Jurassique supérieur          | Un tibia. |                                 |                                 |
| Ceratosaurus                    |                                 |                                 |                                 | |                                 |                                 |
| C.Ingens                        | - Mkoawa Mtwara, Tanzania.      | - Jurassique supérieur          |                                 | - C.Ingens est plus grand que son cousin nord-américain, C.Nasicornis : ce dernier ne mesure que 6 mètres de long, contre près de 9 mètres pour C.Ingens |                                 |                                 |
| Elaphrosaurus                   | E. bambergi                     | - Mkoawa Mtwara, Tanzania.      | - Jurassique supérieur          | Un squelette post-cranien. |                                 |                                 |
| Ostafrikasaurus                 | O. crassiserratus               | - Tanzania.                     | - Jurassique supérieur          | Dent. |                                 |                                 |
| Veterupristisaurus              | V. milneri                      | - Tanzania.                     | - Jurassique supérieur          | Vertebre. |                                 |                                 |